# Vasco Coelho
Vasco Reis Peixe Sanona Coelho (sinh ngày 5 tháng 5 năm 1994) là một cầu thủ bóng đá người Bồ Đào Nha thi đấu cho Real S.C., ở vị trí hậu vệ.

## Sự nghiệp bóng đá
Vào ngày 29 tháng 7 năm 2017, Coelho có màn ra mắt cho Real trong trận đấu tại Cúp Liên đoàn bóng đá Bồ Đào Nha 2017–18 trước Belenenses.